# Kurayarō

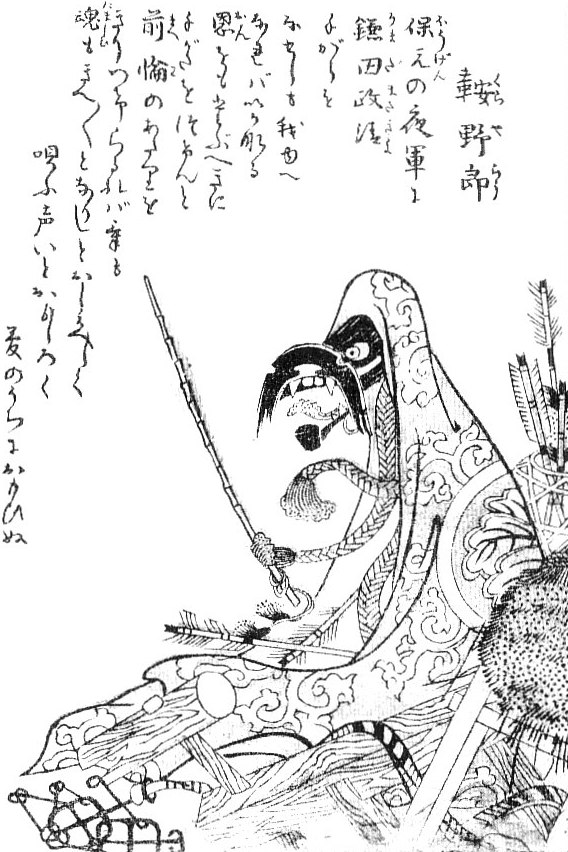
Der Kurayarō, wie er in Sekiens Gazu Hyakki Tsuretsure Bukuro erscheint.

Ein Kurayarō, (鞍野郎; „Sattelschelm“) ist ein fiktives Wesen aus der japanischen Folklore und gehört zur Yōkai-Gruppe der Tsukumogami. Er gilt als frech und ungezogen, bisweilen sogar als heimtückisch.

## Beschreibung
Der Kurayarō wird als großer, eleganter, lederner Pferdesattel beschrieben, der in einer Schlacht verloren ging oder aus den verschiedensten Gründen zurückgelassen wurde. Wird er beseelt oder von einem Geist besessen, wächst ihm aus der Hinterzwiesel ein pferdeartiges Gesicht, der Zwischenraum von Zwiesel und Sattelsaum klafft nun auseinander und bildet so einen Mund. Die Steigbügel dienen als Arme. Beine hat der Kurayarō nicht, er bewegt sich hüpfend oder schwebend fort. Manchen Kurayarō wird nachgesagt, dass sie sich Kimonos überwerfen, die sie auf Schlachtfeldern finden. Ein Kurayarō erwacht dann zum Leben, wenn sein ehemaliger Besitzer ihn verloren oder zurückgelassen hat oder wenn Letzterer im Kampf gefallen ist. Die Art des Verlustes ist entscheidend: Ein Kurayarō, der durch Verloren-gehen oder Entsorgung entstand, wird von Kummer und Gram angetrieben, er macht sich auf die Suche nach seinem ehemaligen Besitzer. Ein Kurayarō aber, der von dem Geist seines im Krieg gefallenen Besitzer besessen ist, kann dämonische und aggressive Züge annehmen: Er bewaffnet sich mit allem nur erdenklichen Kriegsgerät und drischt auf jeden ein, der ihm zu nahe kommt. Oder er wirft mit Steinen.

## Hintergrund
In Japan bezeichnet das Wort kura (鞍) einen speziellen Reitsattel, der von Samurai und Kavalleristen im Krieg eingesetzt wurde. Das Wort yarō (野郎) bezeichnet eine ungezogene und raubeinige Person und lässt sich am besten mit „Kerl“, „Klotz“ oder „Schelm“ übersetzen, gilt aber auch als ein Schimpfwort.
Der Kurayarō wird erstmals im Sammelwerk Gazu Hyakki Tsuretsure Bukuro (画図百鬼徒然袋; 100 Geister im Handgepäck) von Toriyama Sekien aus dem Jahr 1784 abgebildet und beschrieben. Sekien verweist in seinem Begleittext auf ein besonderes historisches Ereignis: auf die Hōgen-Rebellion bei Kyōto im Jahr 1156 während der Heian-Zeit. An dieser Schlacht nahm auch der legendäre Samurai Kamada Masakiyo teil, der laut einer Sage Kerben für jeden Besiegten in seinen Sattel geschlagen haben soll. Sekiens Gedicht ist so verfasst, als ob der Kurayarō im Bild es selber vortragen würde. Der Sattel beklagt den Undank und die Verunstaltung, die ihm sein Besitzer angedeihen ließ, bevor er ihn auf dem Schlachtfeld zurückließ. Das Gedicht ist offenbar ein satirischer Seitenhieb auf die Rebellion und ihre damaligen Teilnehmer.